# Аделинское сельское поселение
Аде́линское се́льское поселе́ние — муниципальное образование в Шиловском районе Рязанской области Российской Федерации. Административный центр — село Аделино.

## Географическое положение
Аделинское сельское поселение расположено на востоке Шиловского муниципального района и граничит на севере — с землями Занино-Починковского сельского поселения, на востоке — с территорией Чучковского района, на юге — с землями Боровского сельского поселения, на западе — с землями Инякинского и Тырновского сельских поселений.
Площадь Аделинского сельского поселения — 112,2 кв. км.

## Климат и природные ресурсы
Климат Аделинского сельского поселения умеренно континентальный с умеренно холодной зимой и теплым летом. Осадки в течение года распределяются неравномерно.
Водные ресурсы представлены наличием рек Средника и Чуфистовки с притоками; имеются болота, искусственно созданные пруды. Почвы на территории поселения подзолистые и серые лесные, супесчаные.
Территория поселения расположена в зоне хвойных и смешанных лесов.

## История
Аделинское сельское поселение образовано в результате муниципальной реформы 2006 г. на территории Аделинского сельского округа (центр Аделино) — с возложением административного управления на село Аделино.

## Население
| 2010 | 2012 | 2013 | 2014 | 2015 | 2016 | 2017 |
| ---- | ---- | ---- | ---- | ---- | ---- | ---- |
| 647  | ↘642 | ↘633 | ↘616 | ↘606 | ↘602 | ↘591 |
| 2018 | 2019 | 2020 | 2021 |      |      |      |
| ↘582 | ↘565 | ↘537 | ↘497 |      |      |      |

## Административное устройство
Образование и административное устройство сельского поселения определяются законом Рязанской области от 07.10.2004 № 102-ОЗ.
Границы сельского поселения определяются законом Рязанской области от 28.12.2007 № 240-ОЗ.
В состав сельского поселения входят 11 населённых пунктов:
| №  | Населённый пункт | Тип населённого пункта       | Население |
| -- | ---------------- | ---------------------------- | --------- |
| 1  | Аделино          | село, административный центр | ↘504      |
| 2  | Красный Хутор    | деревня                      | 2         |
| 3  | Крыловка         | деревня                      | 19        |
| 4  | Нарезка          | деревня                      | 0         |
| 5  | Наследничье      | село                         | ↘31       |
| 6  | Некрасовка       | деревня                      | 4         |
| 7  | Ореховка         | деревня                      | 5         |
| 8  | Свердловка       | деревня                      | 1         |
| 9  | Сергиевка 1      | деревня                      | 12        |
| 10 | Сергиевка 2      | деревня                      | ↘69       |
| 11 | Смирновка        | деревня                      | 0         |

## Экономика
По данным на 2015/2016 г. на территории Аделинского сельского поселения Шиловского района Рязанской области расположены:
1. OOO «Русские Традиции», производство алкогольной продукции;
2. ООО «Аделино-Инвест», агропромышленное предприятие.

Реализацию товаров и услуг осуществляют 4 магазина и 1 предприятие по бытовому обслуживанию населения.

## Социальная инфраструктура
На территории Аделинского сельского поселения действуют: отделение почтовой связи, фельдшерско-акушерский пункт (ФАП), Аделинская основная общеобразовательная школа (филиал Инякинской СОШ), клуб и библиотека.

## Транспорт
Основные грузо- и пассажироперевозки осуществляются автомобильным и железнодорожным транспортом. Село Аделино имеет выезд на проходящую поблизости автомобильную дорогу регионального значения Р125: «Ряжск — Касимов — Нижний Новгород». Через территорию поселения проходит железнодорожная линия «Шилово — Касимов» Московской железной дороги с остановочными пунктами «Некрасовка», «Ореховка» и станцией «Чуфистовка».